# Нижнекамскшина

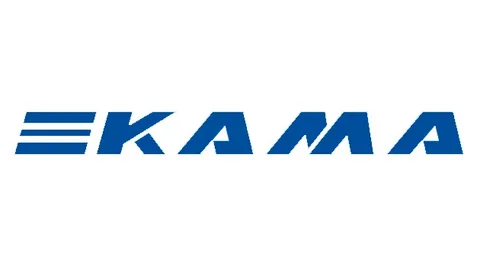

Нижнекамскшина (Нижнекамский шинный завод) — производитель автомобильных шин. Полное наименование — Публичное акционерное общество «Нижнекамскшина». Расположен в Нижнекамске, Россия. Входит в группу предприятий шинного бизнеса «Кама Tyres».
Из-за вторжения России на Украину, находится под международными санкциями всех стран Евросоюза, Украины и Швейцарии

## История
О возможности строительства завода по производству шин в Нижнекамске было заявлено в 1967 году, с целью обеспечить шинами Ульяновский и Волжский автозаводы. Строительство завода началось 7 мая 1968 года. В 1971 году был подписан приказ о выделении строящегося завода в отдельное предприятие. 23 декабря 1972 года Государственная комиссия приняла в эксплуатацию блок механических производств. 29 мая 1973 года на заводе была выпущена первая автокамера УК-13 для легковых автомобилей «Жигули».
5 апреля 1977 года в соответствии с приказом Министерства нефтехимической промышленности предприятие получает новое название — производственное объединение «Нижнекамскшина».
В 1994 году производственное объединение «Нижнекамскшина» преобразовано в АООТ «Нижнекамскшина». С 1997 года — ОАО «Нижнекамскшина».
Летом 2002 года ОАО «Нижнекамскшина» перешло под управление ООО «Татнефть-Нефтехим» (с августа 2022 года — ООО «Татшина»).
В марте 2018 года ПАО «Татнефть» объединила все свои компании шинного бизнеса, в том числе и «Нижнекамскшину», в группу «Кама Tyres»  .
В мае—июне 2022 года «Татнефть» продала группу «Кама Tyres» казанскому АО «Татнефтехиминвест-холдинг», контролируемому Республикой Татарстан.

## Собственники и руководство
По состоянию на январь 2024 года 82,9 % уставного капитала «Нижнекамскшины» находилось у ООО «Татшина», входящего в группу предприятий шинного бизнеса «Кама Tyres» (принадлежит АО «Татнефтехиминвест-холдинг»).
Исполнительный директор — Миннегалиев Фаиль Гаптелфазилович.

## Продукция
Предприятие производит автомобильные шины марок КАМА, КАМА EURO, Viatti. В ассортименте более 250 товарных позиций шин.